# Mar territorial

Les zones marítimes d'acord amb la Convenció de Nacions Unides sobre el Dret de la Mar de 1982.

El mar territorial, en dret internacional públic, és la franja de mar adjacent a la costa i sotmesa a la sobirania de l'estat costaner. És una extensió d'especial interès pels estats costaners que històricament han volgut exercir-hi competències per motius econòmics i de seguretat. La Convenció de les Nacions Unides sobre el Dret de la Mar de 1982 estableix l'amplada del mar territorial a un màxim de dotze milles nàutiques (uns vint-i-dos kilòmetres) a partir de la línia de base. La sobirania de l'estat costaner no és exclusiva, ja que la resta d'estats hi tenen dret de pas innocent i també mantenen les jurisdiccions civil i penal sobre les persones i els delictes comesos a bord dels seus vaixells (amb algunes excepcions). L'expressió mar territorial és, avui dia, generalment admesa i ha substituït d'altres com «aigües jurisdiccionals» o «territorials».

## Història
La noció de mar territorial com a espai marítim adjacent a la costa i amb sobirania del territori costaner, va tardar a consolidar-se. Durant el segle xix va anar guanyant importància la regla de les tres milles, sobretot per la imposició de les grans potències. La primera vegada que es reconegué el mar territorial en un conveni internacional fou a la Conferència per a la Codificació del Dret Internacional, celebrada a la Haia el 1930. Malgrat els intents de fixar una amplada del mar territorial, no es va arribar a un acord per les discrepàncies existents. Més endavant, en la Convenció de Ginebra de 1958 sobre el Mar Territorial i la Zona Contigua, es va arribar a acordar una distància màxima de dotze milles pel mar territorial i la zona contigua. La II Conferència de les Nacions Unides sobre Dret del Mar de 1960 no va portar a un acord i va ser en la III Conferència de les Nacions Unides sobre el Dret del Mar que es va fixar a les 12 milles actuals (en l'article 3). Una decisió que es creu influenciada per l'acord previ de les potències dels EUA i la Unió Soviètica d'establir aquesta distància a finals de la dècada dels seixanta.

## Delimitació
D'acord amb la Convenció de les Nacions Unides sobre el Dret del Mar, el mar territorial pot abastar com a màxim 12 milles nàutiques a partir de la línia de base. Els estats han de determinar els límits del seu mar territorial en les cartes nàutiques o les llistes de coordenades geogràfiques, que han de ser públiques i comunicades al Secretariat General de les Nacions Unides. Les rades situades més lluny de les 12 milles també formen part del mar territorial. Cal precisar però, que l'extensió de les dotze milles és la màxima reconeguda internacionalment, per la qual cosa pot haver casos en què l'extensió del mar territorial sigui inferior. Aquesta situació es dona principalment quan hi ha costes d'estats diferents situades l'una davant de l'altra o l'una al costat de l'altra. En aquest cas, els estats solen situar el límit a la línia equidistant i tenint en compte les circumstàncies especials que hi puguin haver. Així mateix, l'existència de drets històrics o d'altres circumstàncies podran fer variar l'extensió del mar territorial d'un estat.

## Règim jurídic
La regulació del mar territorial es troba recollida al Conveni de 1958 sobre el Mar Territorial i la Zona Contigua, i en la Convenció de les Nacions Unides sobre el Dret del Mar de 1982. El règim jurídic del mar territorial ve determinat pel principi de la sobirania de l'estat costaner sobre aquestes aigües, que abasta també l'espai aeri, el llit i el subsòl. Encara que amb dues limitacions: la primera es basa en el principi de la llibertat de comerç i navegació, essent la més important el dret de pas innocent. La segona, afecta a l'exercici de la jurisdicció civil i penal sobre aquesta zona. Així, tot i que l'estat costaner té dret a reglamentar la navegació al mar territorial, no pot exercir la jurisdicció penal sobre delictes comesos en els vaixells estrangers durant el seu pas, ni la jurisdicció civil sobre les persones que viatgen en les naus. Només pot fer-ho en casos excepcionals com ara la repressió del tràfic de drogues.

### Dret de pas innocent
El dret de pas innocent és una norma consuetudinària que es va codificar al Conveni de 1958 i, posteriorment, a la Convenció de 1982 (articles 17 a 26). Aquest dret consisteix en traspassar els mars territorials de qualsevol estat de manera ràpida, ininterrompuda i sense realitzar cap activitat que no estigui relacionada amb el pas. El trajecte ha de ser en perpendicular a la línia de base, quan el vaixell es dirigeix a les aigües interiors o si vol fer escala en un port o rada. En la resta de casos, el vaixell ha de desplaçar-se en paral·lel i sense accedir a les aigües interiors. Es presumeix innocent mentre no sigui perjudicial per a la pau, l'ordre o la seguretat de l'estat costaner. S'atribueix aquest dret als vaixells de tots els estats, tant els comercials com els de guerra. De manera excepcional, i en cas d'incidents de força major o per prestar auxili, els vaixells podran aturar-se i fondejar. També podran accedir a les aigües interiors dels estats quan, havent traçat una línia de base recta, aquests hagin creat unes aigües interiors que abans no eren considerades com a tals.
Una de les novetats de la Convenció de 1982 va ser la redacció d'una llista tancada d'actes que es consideren com a no-innocents. Es tracta sobretot d'activitats que es prohibeixen als vaixells dels estats, com ara, la realització d'exercicis o pràctiques amb armes o la pertorbació de les comunicacions de l'estat costaner. Així mateix, la Convenció exigeix que els submarins naveguin en superfície i mostrin el pavelló perquè llur pas pugui ser considerat com a innocent.
Per la seva banda, els estats costaners poden dictar normatives sobre diverses matèries, com ara la seguretat, salut o medi ambient, que els vaixells estrangers hauran d'observar durant el seu pas pel mar territorial. En aquest sentit, quan la seguretat de la navegació ho requereixi, els estats poden establir vies de pas per les quals hagin de navegar les embarcacions estrangeres i, fins i tot, poden suspendre temporalment el pas innocent. En cas d'incompliment de les normes internacionals de pas innocent, l'estat podrà adoptar mesures d'execució i cautelars en matèria civil. També podrà detenir i investigar els vaixells que hagin accedit a les aigües interiors sense autorització. En els casos d'infraccions en les quals els vaixells pertanyen al govern d'un estat, l'incompliment de la normativa suposarà responsabilitat internacional pels danys causats.